# Исламске међународне бригаде
Исламска међународна бригада је име међународне јединице исламских муџахедина основана 1998. године.
Јединица је садржила између 400 и 1500 милитаната, већина њих су били Дагестанаци (углавном од кавкаских Авара и Даргинаца), као и Чечена, Арапа, Турака и других страних бораца.
Вође Исламске међународне бригаде били су муџахедин Ибн ел Хатаб и Шамил Басајев. Учествовала је у рату у Дагестану гдје је већина припадника била убијена или заробљена од стране Руске армије. Већина преосталих припадника се борила у Другом чеченском рату.